# (35534) 1998 FW73
1998 FW73 (asteroide 35534) é um asteroide da cintura principal. Possui uma excentricidade de 0.20670930 e uma inclinação de 24.33179º.
Este asteroide foi descoberto no dia 20 de março de 1998 por LONEOS em Anderson Mesa.